# SV Gemini
SV Gemini is een Nederlandse handbalvereniging uit het Zuid-Hollandse Zoetermeer. De club is opgericht op 1 juni 1995 na een fusie tussen de handbalafdeling van  SV DSO en Start '85. In het seizoen 2020/2021 speelt het eerste herenteam in de hoofdklasse en het eerste damesteam in de tweede divisie.